# Сипей
Сипей (болг. Сипей) — село в Болгарии. Находится в Кырджалийской области, входит в общину Кырджали. Население составляет 482 человека.

## Политическая ситуация
В местном кметстве Сипей, в состав которого входит Сипей, должность кмета (старосты) исполняет Ердинч Джемал Мюмюн (Движение за права и свободы (ДПС)) по результатам выборов правления кметства.
Кмет (мэр) общины Кырджали — Хасан Азис (Движение за права и свободы (ДПС)) по результатам выборов в правление общины.